# Johann Georg Itzlfeldner

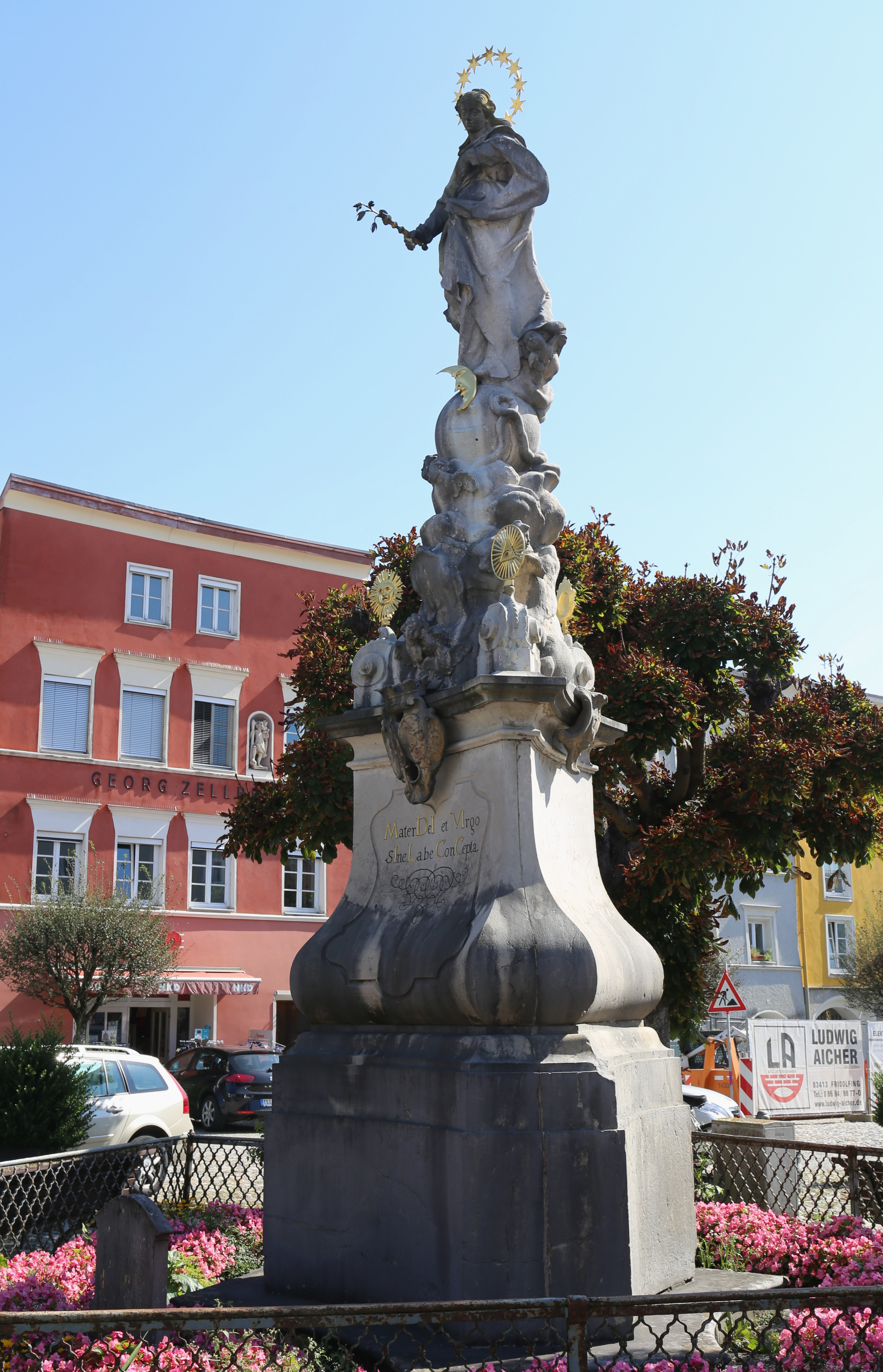
Mariensäule in Tittmoning, ein Werk Itzlfeldners

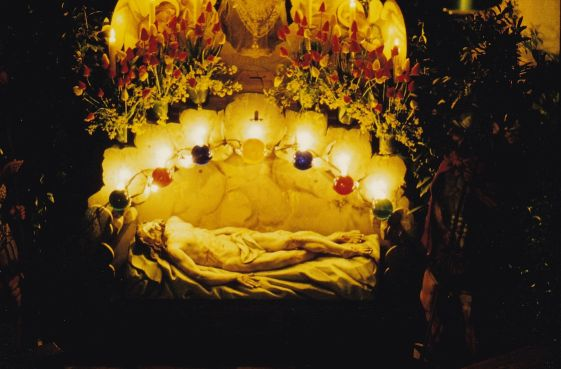
Das Heilige Grab in Traunwalchen, ebenfalls sein Werk

Johann Georg Itzlfeldner (andere Schreibweisen: Izlfellner und ähnlich, * zwischen 1704 und 1706; † 31. August 1790 in Tittmoning) war ein Tittmoninger Rokoko-Bildhauer.

## Leben
Itzlfeldners Herkunft und sein Ausbildungsort sind nicht bekannt. Nachweisbar ist, dass er in Salzburg am 10. November 1727 zum ersten Mal heiratete. Bei seiner Heirat war er bereits Bildhauergeselle mit Wohnsitz in Tittmoning, seit 1728 dann ist er als Bürger dieser Stadt bezeugt und wohnte hier bis zu seinem Tod.
1762 heiratete Itzlfeldner in Tittmoning zum zweiten Mal. In der Stadt, die damals noch zum Erzstift Salzburg gehörte, hatte Itzlfeldner seine Werkstatt. Hier verstarb Itzlfeldner 1790 mit 85 Jahren.
Itzlfeldner hatte zumindest einen Sohn, Franz Kasper Itzlfeldner (1729–1774), der die geistliche Laufbahn einschlug und als Vikar in Zederhaus wirkte.

## Schaffen
Itzlfeldners künstlerische Herkunft verweist auf Landshut und auf Wenzeslaus Jorhan im niederbayrischen Griesbach. Später orientierte er sich deutlich an den wegweisenden Werken im Rokokostil des Münchner Hofbildhauers Johann Baptist Straub und dessen Schüler Ignaz Günther. In Salzburg wurde er v. a. durch Josef Anton Pfaffinger beeinflusst, während ihn der Klassizismus der Salzburger Hofbildhauerfamilie Hagenauer unbeeindruckt ließ.
Er war ein „vielbeschäftigter Bildhauer, von dessen geschmackvoller Handwerkskunst ein starkes, kraß zur Schau getragenes Empfinden spricht“ (Erica Tietze-Conrat). Seine Wirkungsstätten finden sich hauptsächlich im heutigen Rupertiwinkel und dem Land Salzburg, aber auch nordwärts in Bayern und Oberösterreich. Itzlfeldner hat ganze Kirchenausstattungen mit Altären, Kanzeln, Tabernakeln und Einzelfiguren geschaffen, hat aber auch Marmorarbeiten ausgeführt. Er ist heute relativ wenig im Bewusstsein der Öffentlichkeit verankert. Dies mag daran liegen, dass die meisten seiner Werke in kleineren Ortschaften außerhalb publikumswirksamer Routen beheimatet sind.
Im Jahr 1772 gestaltete Itzlfeldner die Triumph- und Festarchitektur, mit der die Stadt Tittmoning den eben gewählten Landesfürsten, Erzbischof Hieronymus von Colloredo beim Einzug in dessen Sommerresidenz begrüßte.
Zu seinen Schülern und Mitarbeitern zählten Franz Raphael Hörbst und Johann Baptist Hagenauer. Belegt ist u. a. auch die Zusammenarbeit mit den Kirchenmalern Matthias Daburger und Ignaz Andreas Dinzl.

## Werke
- 1731: Bildhauerarbeit für die Seitenaltäre in Maria Ponlach bei Tittmoning
- 1733/34: Ausstattung für St. Jakob am Thurn
- 1739: vier Leuchter für Untereching
- 1741/42: sechs Leuchter und Buschkrüge für die Erhardkirche in Salzburg
- 1747: Hochaltar in Asten
- 1752: dem hl. Sebastian geweihter Seitenaltar in Asten
- 1755: Statuen zum Hochaltar in St. Georgen bei Oberndorf
- 1758: Mariensäule auf dem Stadtplatz von Tittmoning, eine Stiftung des Schiffmeisters Johann Michael Wilhelmseder
- 1759: Ölberggruppe in St. Laurentius (Tittmoning)
- 1760: Christus an der Geißelsäule auf dem Tittmoninger Friedhof
- 1764: Figuren in der Pfarrkirche Wagrain
- 1766: Hochaltar in der Wallfahrtskirche Maria im Mösl in Arnsdorf
- 1767: Hochaltar in Pfarrwerfen
- 1773: Brustbilder für Reliquiare in St. Georgen
- 1773: drei Figuren für den Hochaltar in Zederhaus (Itzlfeldners Sohn war damals dort Vikar)
- 1773: zwei Konsolfiguren für St. Koloman in der Taugl
- 1773: Heiliges Grab in Mariä Geburt (Traunwalchen)[4]
- 1774: Hochaltar in Untereching
- 1779: Madonna in Obereching
- unbekanntes Jahr: Michaelstatue im Stadtmuseum Tittmoning
- zugeschrieben: Vier Jahreszeiten an der Altane eines Bauernhauses in Kirchheim bei Tittmoning

## Würdigung
Zu seinem 300. Geburtstag war Johann Georg Itzlfeldner eine Ausstellung im Salzburger Barockmuseum vom 16. September bis zum 26. Oktober 2005 und im ehemaligen Augustinerkloster Tittmoning (Haus des Gastes) vom 17. September bis zum 9. Oktober 2005 gewidmet.